# 江戸川上水町村組合

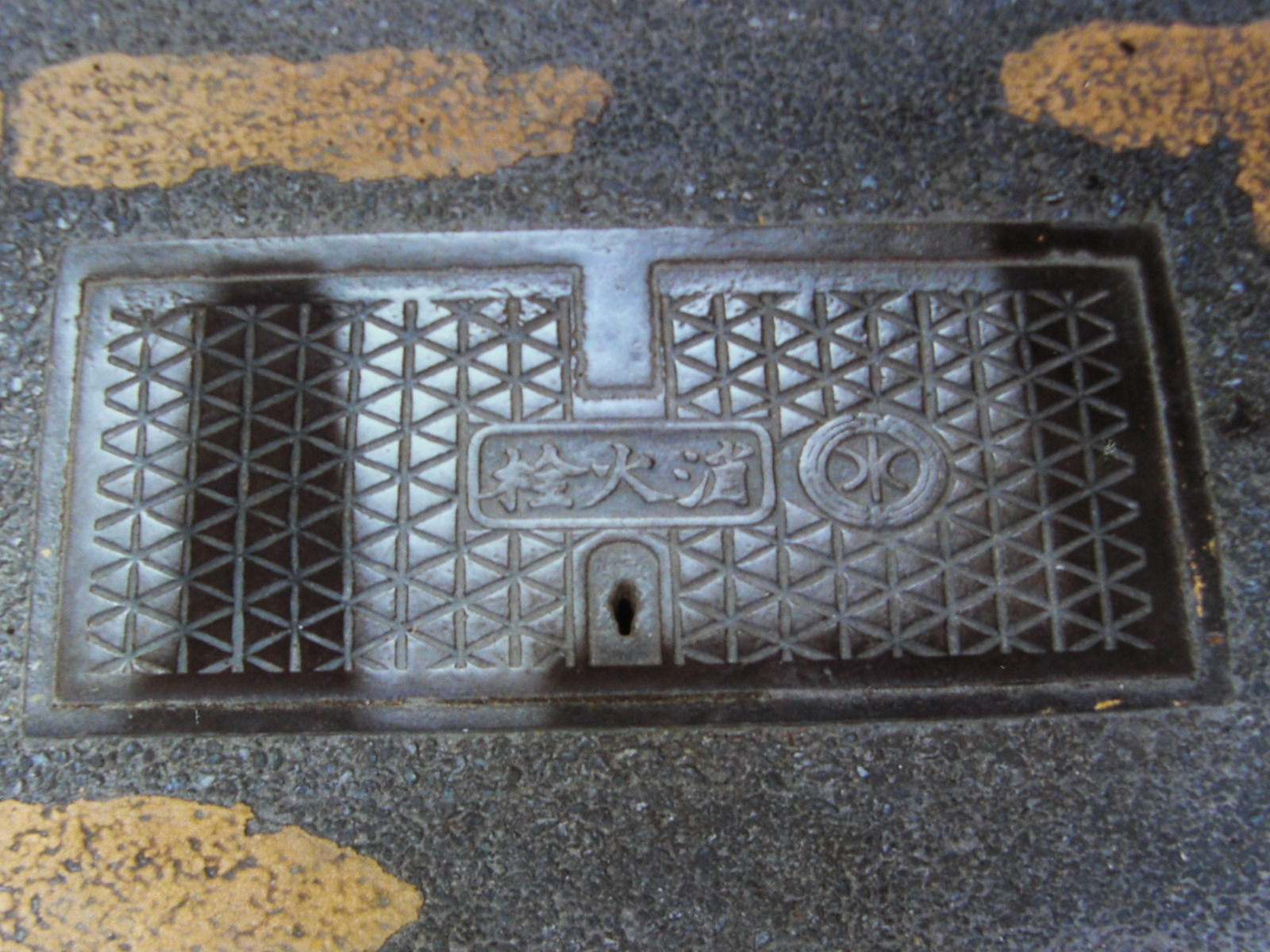
江戸川上水町村組合の消火栓

江戸川上水町村組合（えどがわじょうすいちょうそんくみあい）とは、南葛飾郡、南足立郡、北豊島郡の12町（現在の荒川区の全域および墨田区、江東区、江戸川区、足立区の一部）への水道供給を目的とした町村組合である。

## 概要
組合加入の12町の地下水は粗悪な水質であるところが多く、一部良好な飲料水を得られたところもあったが、人口の増加によって井戸が増えると地下水の欠乏し問題となっていた。特に砂町、大島町、亀戸町の水質は酷く、渇水時には生活用水はおろか飲料水さえ容易に得られない有様であり、あまりの水質の悪さに深井戸を掘って良水を得ようとしたものもいたが、いずれも良い結果は得られなかった。この地域には「水屋」や「水売り」と呼ばれる飲料水販売業者が江戸川の水や京橋区の土州橋（現在の首都高速箱崎ジャンクション付近）から排水されていた東京市水道の余水を汲んで同地に輸送し、飲料水を販売していた。その後1906年（明治39年）から1911年（明治44年）にかけて東京市が本所区柳島元町など5か所に船舶給水所を設置すると、前述の「水屋」はそこから水を汲んで販売するようになった。水道使用量の調査を行った東京市は前述の船舶給水栓の使用量が非常に多量となっていることに気づき、調査した結果その使用量の多くが郡部へ水道水を販売することが目的であることを確認した。東京市はこれを黙認することはできないとして1914年（大正3年）に給水所を閉鎖した。水屋は江戸川の水を汲んで間に合わせたが、東京市水道に比べて水質は非常に劣っており町民の飲料水状況は悪化する一方であった。更にその年の8月29日に起こった暴雨によって大洪水が発生すると付近一帯の井戸は濁水に侵され、飲料水はおろか雑用水にも使用できない状態となった。そのため3町長は東京市長に交渉し9月1日より東京市より上水の供給を受け飲料水を町民に販売した。当初は期限を設けての給水であったが3町の働きかけにより給水所を設置して江戸川上水の通水まで上水の供給が継続されることとなった。飲料水に関しては東京市からの上水供給によってある程度の解決がなされたが、工業用水に関しては依然不足したままで工場の進出の障害になっていた。また消防用水の不足も深刻であり、井戸水や川の水が手に入らなければ消火に側溝の汚水を用いることもあった。この3町は12町の中でも極めて酷い状況であったが、他の町においても人口の増加によって水不足は問題となっており、上水道の敷設は同地域において喫緊の課題となっていた。
同地においても官民ともに水道敷設計画が画策されており、民間においては東京市周囲全域に給水を目的とし方面ごとに会社を設立した発起人によって亀戸町、大島町、砂町（当時は砂村）、吾嬬町、寺島町（当時は寺島村）、隅田町（当時は隅田村）の6町村に水道敷設認可の申請が行われた。また、自治体においても亀戸町長の鶴岡英文らによって小松川町に井戸を掘って関係町村に給水する計画が立てられたが、いずれも実現には至らなかった。
1919年（大正8年）、当時の東京府知事であった井上友一は東京市隣接町村の水道建設に関して工学博士中島鋭治に調査を依頼した。中島は給水区域の見地により隣接町村を4区域に分割した。江戸川上水町村組合の給水区域では財源面の問題はあったものの、東京市隣接町村の中でも極めて上水道の必要性が大きかったため速やかに組合が結成され、同年12月26日に東京府江戸川上水町村組合が設立された。1922年（大正11年）4月9日に工事が起工され、1926年（大正15年）8月1日には大部分の工事が竣工したことで給水を開始した。同年10月10日に竣工式が挙行されている。
給水範囲の水質の悪さから他に類例のないほどに加入者が激増したため給水開始前の1926年（大正15年）7月には第1期拡張工事を起工し、1928年（昭和3年）3月に竣工している。1930年（昭和5年）には尾久町、日暮里町の一部の給水量不足に対する応急処置として荒玉水道町村組合と上水需給契約を締結して分水を受けている。1931年度（昭和6年度）からは第2期拡張工事が行われ、東京市に移管後は同市が継承した。
1932年（昭和7年）10月1日に南葛飾郡、南足立郡、北豊島郡が東京市に統合されたことで同年9月30日限りで江戸川上水町村組合は解散、事業一式を市に引き継いで東京市水道の一部となった。東京市への引継ぎ時の給水戸数は11万8718戸、給水人口は46万3065人であった。

## 給水区域
- 南葛飾郡
  - 砂町
  - 大島町
  - 小松川町
  - 亀戸町
  - 吾嬬町
  - 寺島町
  - 隅田町
- 南足立郡
  - 千住町
- 北豊島郡
  - 南千住町
  - 三河島町
  - 日暮里町
  - 尾久町

## 施設
南葛飾郡金町村の江戸川本流を水源とし、河畔の金町大字柴又字上屋敷428番地に金町浄水場を設置した。現在も金町浄水場は東京都水道局の浄水場として現役であるが、当時設けられた第1取水塔は1964年（昭和39年）の第3取水塔の建設に伴い撤去されている。
組合役場は設立当初は小松川町大字西小松川にある南葛飾郡役所内に設けられたが、1924年（大正13年）3月より亀戸町に新築した組合役場を使用した。後に東京都水道局の亀戸営業所となっている。また、寺島、金町、三河島、小松川に出張所を設けていた。

## その他
同組合の給水区域に隣接していた小岩町では単独での上水道敷設の計画がなされ、1932年（昭和7年）4月5日に小岩町営水道の敷設申請がなされたが、東京市への合併の直前であったことから認可が下りなかった。